# Mohammed Rabiu
Mohammed Rabiu Alhassan (Acra, Gran Acra, Ghana, 31 de diciembre de 1989) es un futbolista ghanés que juega de centrocampista.

## Selección nacional
El 12 de mayo de 2014 el entrenador de la selección de Ghana, Akwasi Appiah, incluyó a Rabiu en la lista preliminar de 26 jugadores preseleccionados para la Copa Mundial de Fútbol de 2014. Semanas después, el 1 de junio, fue ratificado en la lista final de 23 jugadores que viajarán a Brasil.

### Participaciones en Copas del Mundo
| Mundial                        | Sede   | Resultado    |
| ------------------------------ | ------ | ------------ |
| Copa Mundial de Fútbol de 2014 | Brasil | Primera fase |

## Clubes
| Club                        | País    | Año       |
| --------------------------- | ------- | --------- |
| Liberty Professionals       | Ghana   | 2007-2008 |
| Gimnàstic de Tarragona      | España  | 2008      |
| Xerez C. D.                 | España  | 2008-2009 |
| U. C. Sampdoria             | Italia  | 2009-2010 |
| Udinese Calcio              | Italia  | 2010      |
| Évian Thonon Gaillard F. C. | Francia | 2011-2013 |
| F. C. Kubán Krasnodar       | Rusia   | 2013-2016 |
| F. K. Anzhí Majachkalá      | Rusia   | 2016      |
| F. K. Anzhí Majachkalá      | Rusia   | 2018-2019 |
| PFC Krylia Sovetov Samara   | Rusia   | 2019      |
| París F. C.                 | Francia | 2019-2020 |
| F. C. Tambov                | Rusia   | 2020      |

## Palmarés

### Campeonatos nacionales
| Título  | Club                        | País    | Año  |
| ------- | --------------------------- | ------- | ---- |
| Ligue 2 | Évian Thonon Gaillard F. C. | Francia | 2011 |

### Campeonatos internacionales
| Título         | Club (*)     | País   | Año  |
| -------------- | ------------ | ------ | ---- |
| Mundial sub-20 | Ghana sub-20 | Egipto | 2009 |

(*) Incluyendo la selección.